# Edeka Nord
Die Edeka Nord (Eigenschreibweise: EDEKA Nord) ist eine Handelsgesellschaft, die im Norden Deutschlands Güter des täglichen Bedarfs verkauft. Sie ist eine von sieben genossenschaftlich organisierten Regionalgesellschaften innerhalb des Edeka-Verbundes.

## Unternehmen
Edeka Nord ist eine von sieben genossenschaftlich organisierten Großhandlungen des Edeka-Verbundes. Sie nimmt mit rund 660 Märkten, einer Gesamtverkaufsfläche von über 810.000 Quadratmetern und einem Konzernumsatz von 3,81 Mrd. Euro eine Spitzenstellung im norddeutschen Lebensmitteleinzelhandel ein. Das Absatzgebiet umfasst Schleswig-Holstein, Hamburg, Mecklenburg-Vorpommern sowie Teile Niedersachsens und Brandenburgs. Edeka Nord ist mit ca. 4.800 Beschäftigten einer der größten Arbeitgeber in Norddeutschland.

## Geschichte
Am 7. Dezember 1903 wurde der Einkaufsverein der Kolonialwarenhändler zu Kiel eGmbH durch 17 Mitglieder gegründet.
1907 fand die Gründung des Verbandes deutscher kaufmännischer Genossenschaften, des heutigen Edeka -Verbandes, im Hôtel de Pologne in Leipzig statt. Ebenfalls wurde die Zentraleinkaufsgenossenschaft des Verbandes deutscher kaufmännischer Genossenschaften eGmbH, die heutige Edeka Zentrale AG & Co. KG gegründet.
Die Gründung der Edeka Neumünster fand im Jahr 1916 statt. 1988 folgte die Fusion der Großhandelsbetriebe Neumünster-Hamburg-Lüneburg zur Edeka Handelsgesellschaft Nord mbH.

## Organisationsform, Konzernstruktur und Kennzahlen
Gegenstand des Unternehmens ist, wirtschaftlich gesunde, existenzfähige Betriebe selbstständiger Unternehmer des mittelständischen Lebensmitteleinzelhandels und verwandter Berufsgruppen zu schaffen, sie zu fördern und zu erhalten. Die Anteile an der Gesellschaft werden zu je 50 % von der Genossenschaft Edeka Nord eG und der Edeka-Zentrale in Hamburg gehandelt. Der Edeka Handelsgesellschaft Nord mbH sind mehrere Tochtergesellschaft untergeordnet.
Im Jahr 2021 hatte der Nahversorger einen Konzernumsatz von 3,81 Mrd. Euro. Die Belieferung des Einzelhandels erfolgt aus den drei Logistikzentren Neumünster, Malchow und Zarrentin.
Edeka Nord ist Muttergesellschaft diverser kleinerer Gesellschaften des Einzelhandels sowie des Produktionsbetriebes NORDfrische Center (Fleisch- und Wurstwaren) mit Sitz in Valluhn und der SB-Warenhaus GmbH. Die Regionalgesellschaft vertreibt mit der regional orientierten Eigenmarke "Unsere Heimat – echt & gut" eine eigene Produktlinie.
Seit 2019 bestand eine Beteiligung von 45 % an der HvA Holding GmbH, der Muttergesellschaft der von Allwörden-Gruppe, die 2022 auf 100 % erhöht wurde. Zur Heinrich von Allwörden GmbH gehören weiterhin auch die Bäckereien Nur Hier GmbH (Hamburg), die Grönauer Bäckerei Knaack GmbH & Co. KG (Groß Grönau), die Dallmeyers Backhus GmbH (Neumünster) und die Backhus Brot und Backwaren GmbH & Co. KG (Güstrow).

## Markttypen

### EDEKA
Kleinere Märkte bis 600 m² sowie Super- und Verbrauchermärkte mit einer Verkaufsfläche von 600 m² bis 2500 m² werden in der Absatzregion unter der Flagge der Edeka-Vertriebslinie betrieben, wobei kleinere Märkte bis 600 m² als Frischemarkt flaggen. Märkte von ca. 600 m² bis 2500 m² werden in die Kategorie E aktiv markt (bis 1000 m², bis zu 10.000 Artikel) und E neukauf (bis 2500 m², bis zu 15.000 Artikel) unterteilt, flaggen beide aber nur mit dem Edeka-Logo.

### EDEKA center
Größere Verbrauchermärkte mit einer Verkaufsfläche bis 6000 m² betreibt die Edeka Nord als EDEKA center. Es werden bis zu 25.000 Artikel angeboten.

### Marktkauf
Bis zu einer Verkaufsfläche von rund 9000 m² werden Märkte und SB-Warenhäuser bei der Edeka Nord als Marktkauf bezeichnet. Die Häuser umfassen ein Sortiment von ca. 80.000 Artikel, das auch große Non-Food-Segmente einschließt. Im Geschäftsbericht 2018 wird die langfristige Aufgabe der Marktkauf-Vertriebslinie und Umflaggung der Standorte auf EDEKA center angesprochen. Mit der Zerschlagung von Real fanden vier ehemalige Real-Häuser Einzug in die Edeka Nord, zwei davon (Henstedt-Ulzburg und Schleswig) werden seit ihrer Neueröffnung 2022 als Marktkauf-Häuser betrieben. Ob an der Umflaggungsstrategie noch festgehalten wird, kann daher nicht beurteilt werden.

### Logos

Logo von EDEKA
Logo von MARKTKAUF